# Сан-Ремо, великий виклик
«Сан-Ремо, великий виклик» (італ. «Sanremo — La grande sfida») — італійський музичний фільм режисера П'єро Вівареллі, що вийшов 1960 року.

## Сюжет
Сюжет фільму оповідав про участь музикантів в пісенному Фестивалі у Сан-Ремо. Однією з цілей картини було привернення уваги до імен молодих співаків-початківців.

## У ролях
- Адріано Челентано — грає самого себе
- Тоні Даллара — грає самого себе
- Лучіо Фульчі
- Міна Мадзіні — грає самого себе
- Джо Сентьєрі — грає самого себе
- Лоредана Нущак
- Тедді Рено — Тедді
- Одоардо Спадаро
- Вінченцо Таларіко
- Альберто Талегаллі — адвокат
- Марко Туллі
- Ніні Россо
- Ренато Рашель
- Ваніа Протті — Ваніа
- Маріо Каротенуто — Чезарі
- Джакомо Фуріа — Вінченцо
- П'єро Вівареллі
- Надіа Б'янчі

## Творці фільму
- Режисер — П'єро Вівареллі;
- Сценарій — П'єро Аккольті, Джованні Аддессі, Франческо Дзеллунг, П'єро Вівареллі;
- Продюсер — Джованні Аддессі;
- Оператор — Джузеппе Ла Торре;
- Композитор — П'єро Уміліані;
- Дизайнер — Оттавіо Скотті.